# Phare d'Urk
 (février 2020).
Le Phare d'Urk (néerlandais : Vuurtoren van Urk) est un phare des Pays-Bas situé sur la commune d'Urk (Flevoland) (province de Flevoland).

## Description
Le phare est une tour cylindrique blanche de 18,5 mètres, avec galerie et lanterne, attachée à deux habitations de gardiens. La lanterne est peinte en rouge avec un dôme vert. Il émet, à une hauteur focale de 27 mètres, un éclat blanc toutes les 5 secondes. Sa portée est de 18 milles nautiques (environ 33 km).[réf. nécessaire]

## Histoire
La construction du phare commence en 1844, il est conçu par l'architecte J. Valk. Le phare est mis en service en 1845. Il a été rehaussé de 5 mètres en 1899. Il est toujours équipé d'une lentille de Fresnel rotative.[réf. nécessaire]
Il a été restauré en 1972. Il est reconnu monument national des Pays-Bas en date du 21 juillet 1981.